# Potemníkové
Potemníkové (Tenebrioninae) jsou velká podčeleď potemníků (Tenebrionidae), kromě jiných obsahující též brouka, jehož larvám se říká moučný červ.

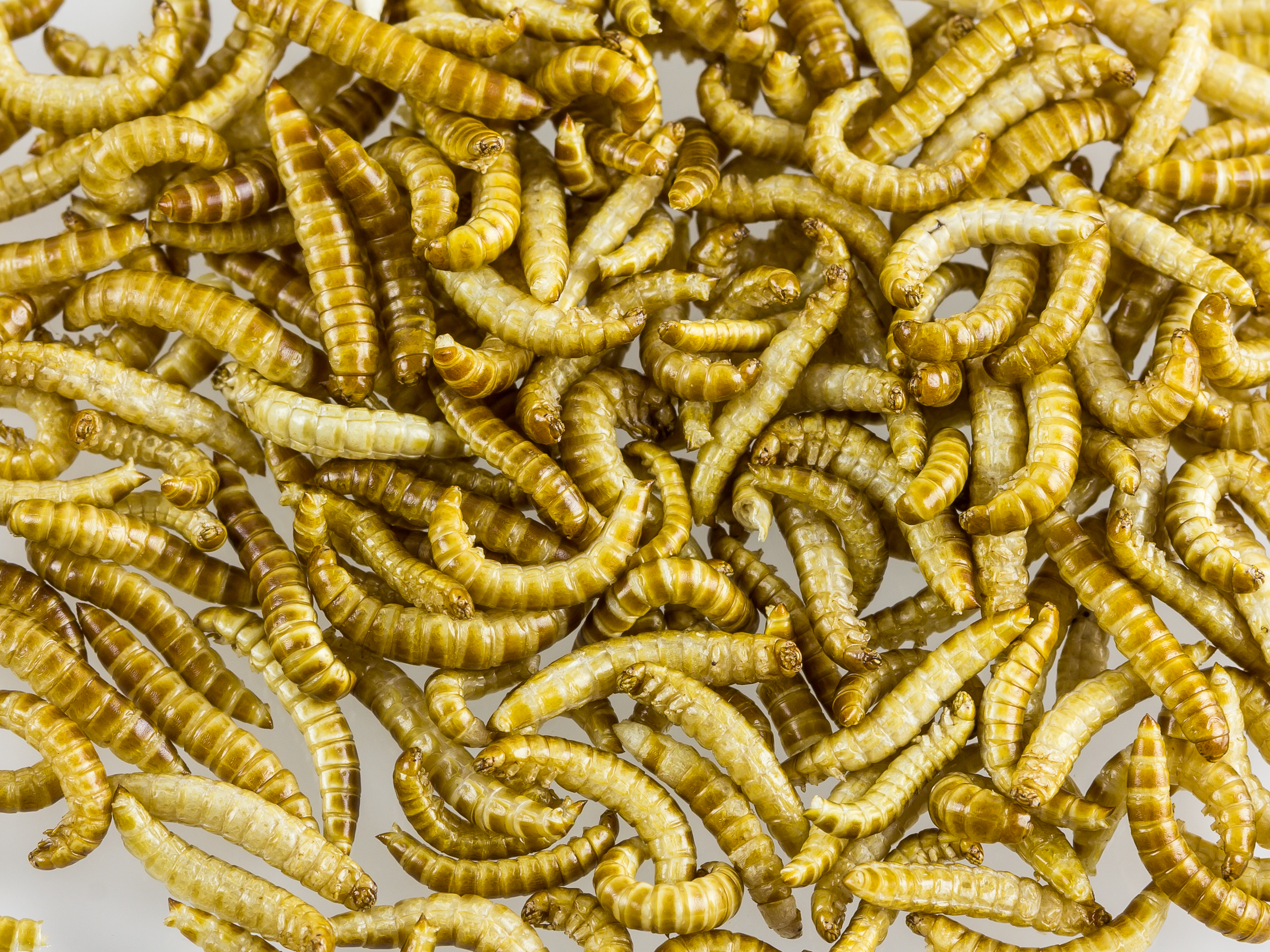
Larva druhu Alphitobius laevigatus

Mnozí z těchto robustních a obvykle středně velkých brouků mají zvrásněné krovky. Zbarveni jsou od černé, přes hnědou až po šedou barvu, často se sametovým povrchem; všeobecně nejsou lesklí, spíše matní, několik druhů má kovové zabarvení.
Potemníkové jsou potravou pro bezobratlé a menší skupinu obratlovců, jako jsou ptáci, hlodavci a ještěrky. Larvy některých druhů jsou pěstovány jako krmivo pro některé živočichy držené v zajetí.

## Významné druhy
Druh Tenebrio molitor je používán jako krmivo pro živočichy chované v teráriích. Ostatní druhy rodů Tenebrio a Tribolium jsou též chovány jako krmivo pro zvířata. Druh Tribolium castaneum je používán laboratorně pro genetické pokusy. Některé další druhy rodů Tenebrio a Tribolium (T. confusum nebo T. destructor) a další druhy (např. Gnathocerus cornutus) jsou škůdci na cereáliích a mouce skladované v silech a sýpkách.

## Taxonomie
Potemníci (Tenebrioninae) jsou rozděleni do 20 tribů. Zařazení některých druhů je diskutabilní a jsou o tom mezi entomology vedeny spory.

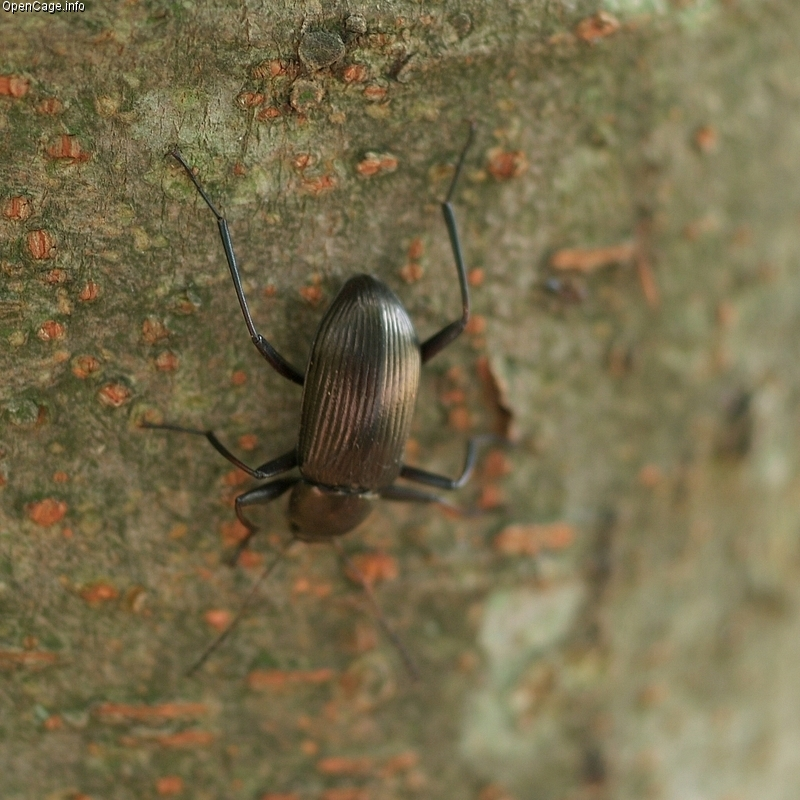
Amarygmini: Plesiophthalmus nigrocyaneus

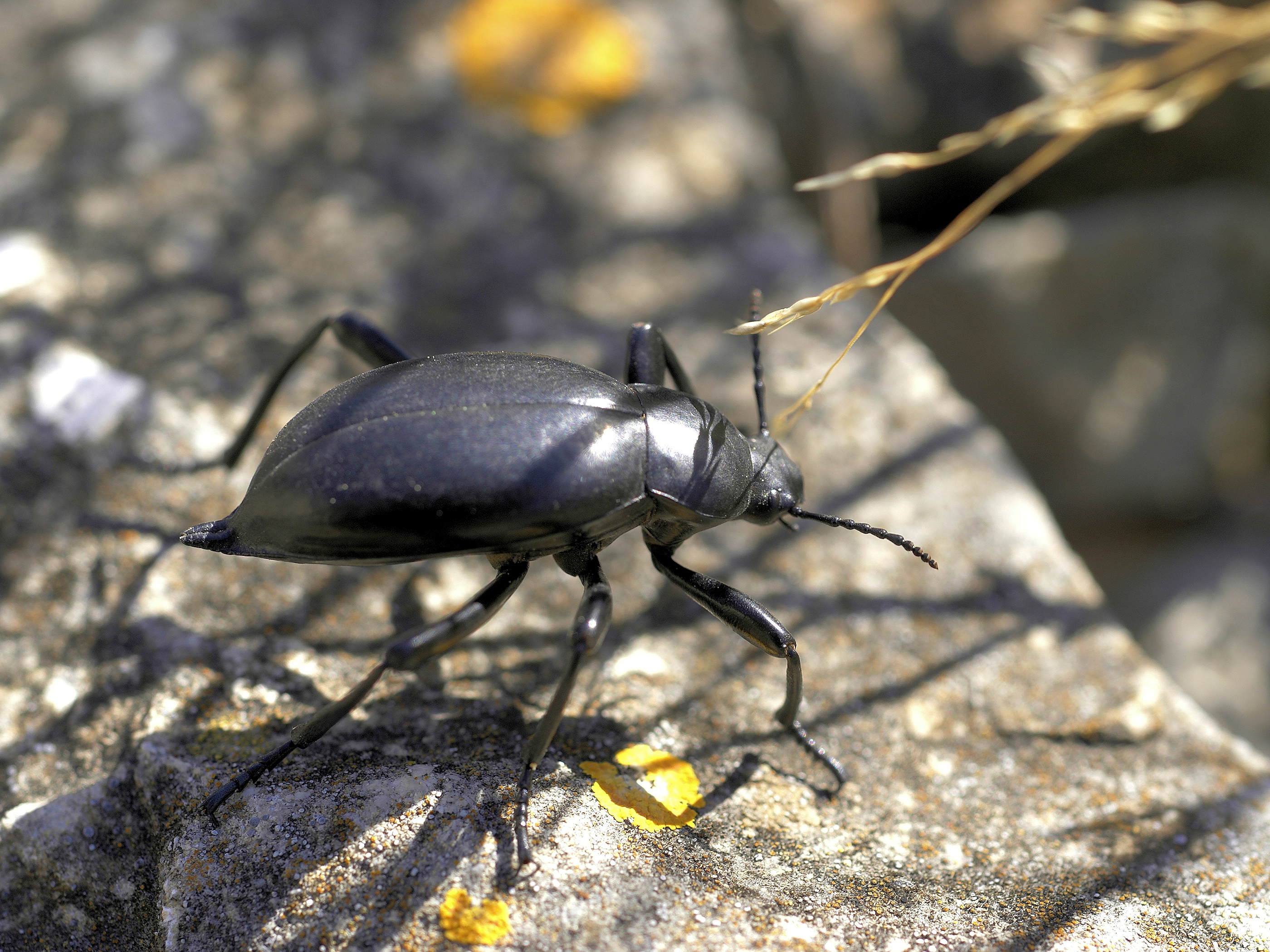
Blaptini: Blaps mortisaga

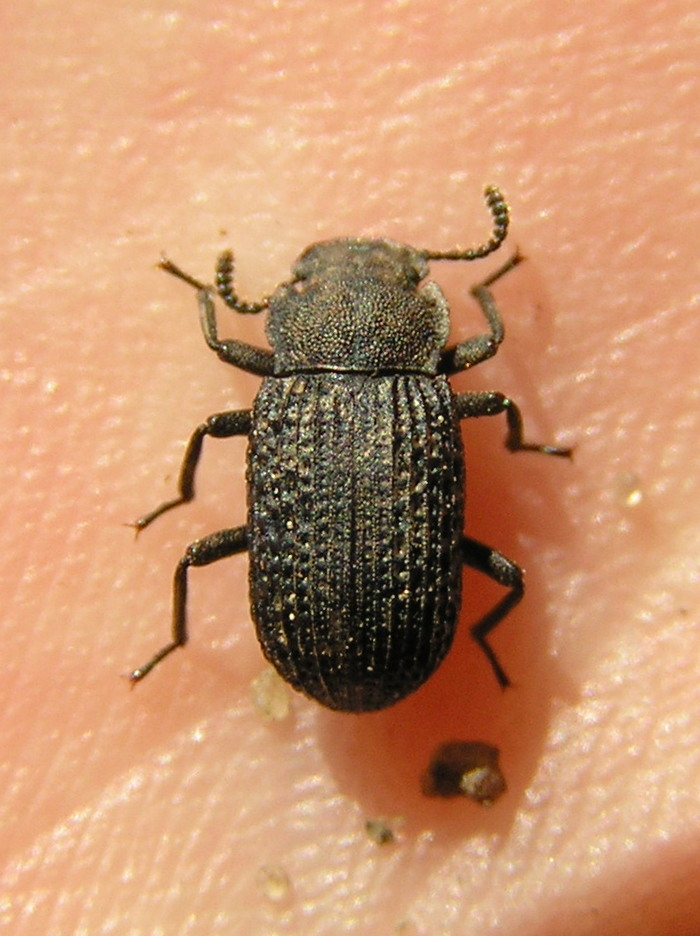
Bolitophagini: Bolitophagus reticulatus

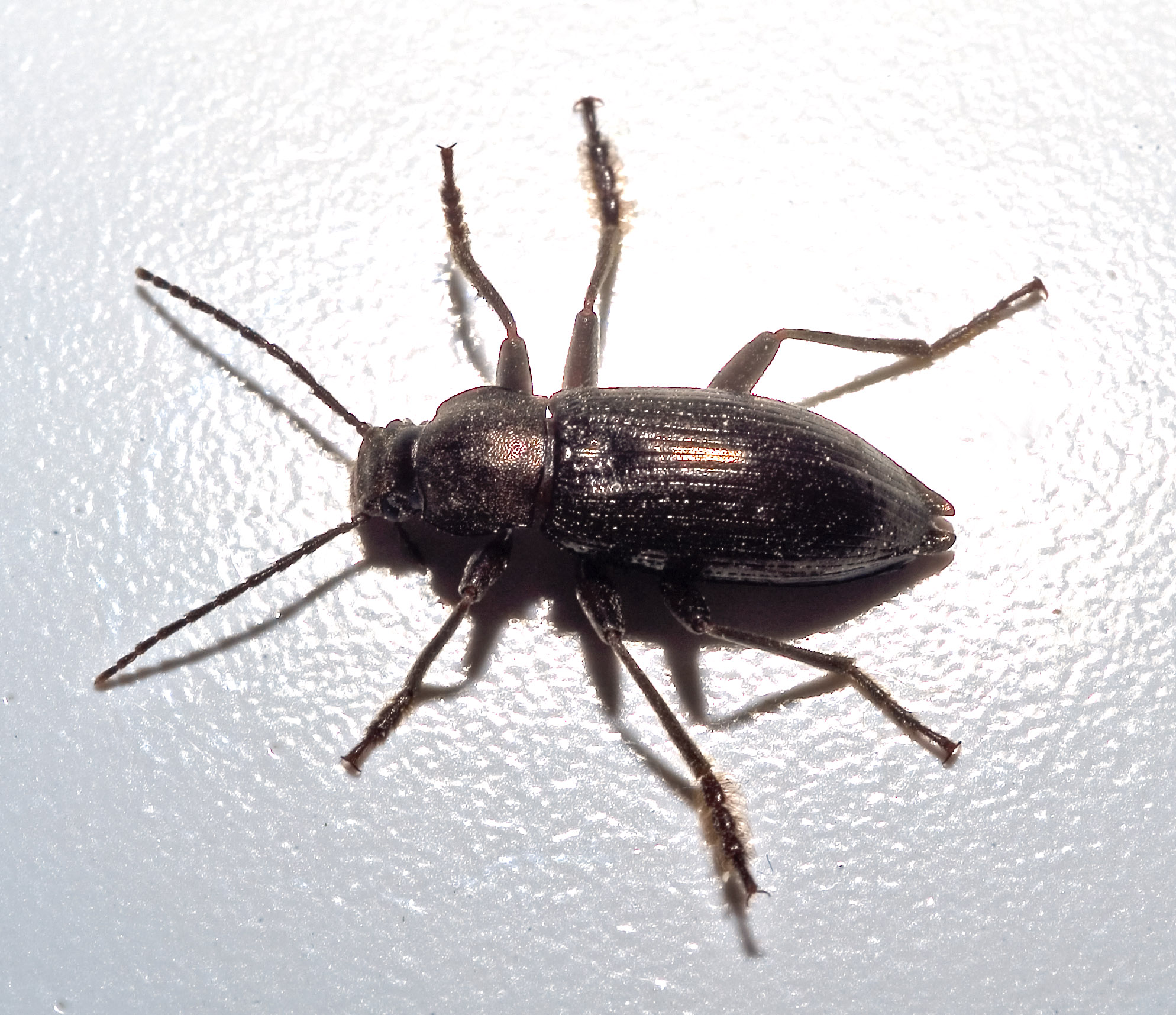
Helopini: Stenomax aeneus

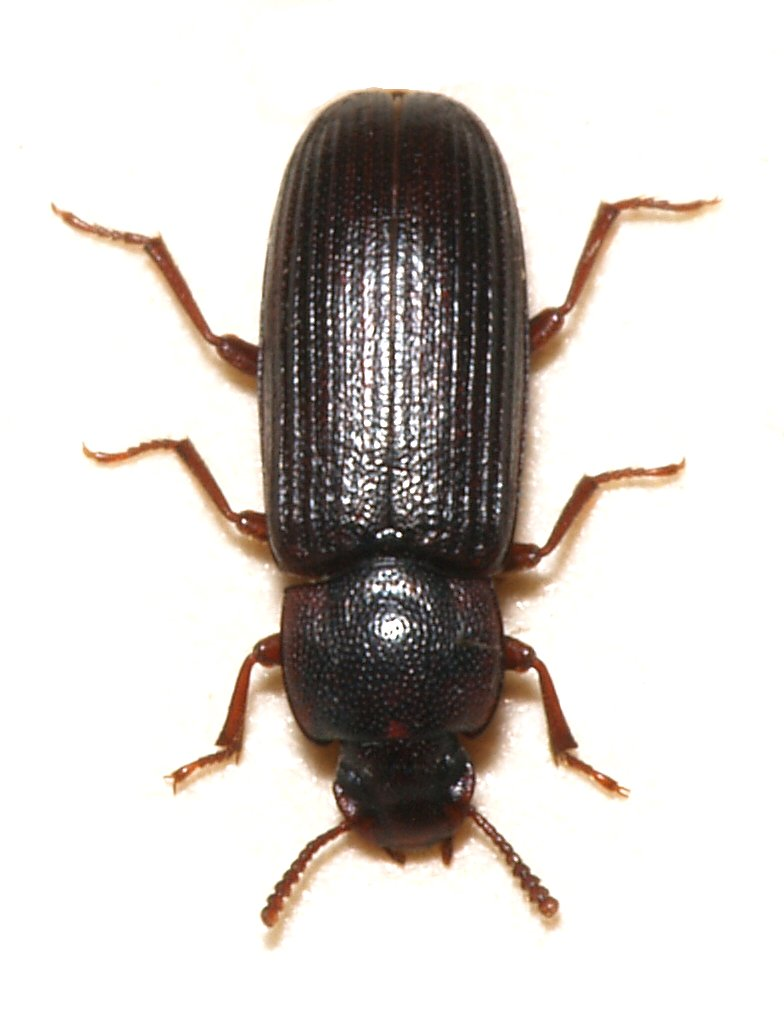
Triboliini: Tribolium destructor

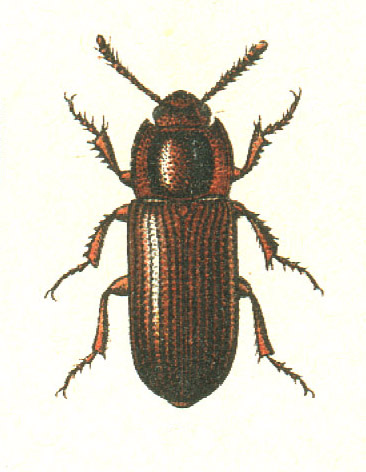
Ulomini: Uloma culinaris

Alphitobiini Reitter, 1917 (někdy zařazováni do Triboliini)
- Alphitobius Stephens, 1829
- Diaclina Jacquelin du Val 1861

Amarygmini
- Amarygmus
- Plesiophthalmus

Biuini

Blaptini Leach, 1815
- Blaps Fabricius, 1775
- Gnaptor Brullé 1832
- Prosodes Eschscholtz 1829
- Tagona Fischer von Waldheim 1822

Bolitophagini Kirby, 1837
- Atasthalomorpha
- Bolitoxenus
- Bolitophagus Illiger 1798
- Byrsax
- Eledona Latreille 1796
- Eledonoprius Reitter 19116

Dendarini Espanol, 1945 (někdy zařazováni do Pedinini)
- Bioplanes Mulsant 1854
- Dendarus Latreille 1829
- Heliopathes Mulsant 1854
- Isocerus Latreille 1829
- Micrositus Mulsant & Rey 1854
- Phylan Dejean, 1821

Heleini
Helopini Latreille, 1802
- Allardius
- Catomus
- Cylindronotus Faldermann, 1837
- Enoplopus
- Entomogonus
- Erionura
- Euboeus
- Gunarus
- Hedyphanes
- Helopelius
- Helops
- Italohelops
- Misolampus
- Nalassus Mulsant, 1854
- Nephodinus
- Nesotes
- Odocnemis
- Probaticus
- Pseudoprobaticus
- Raiboscelis
- Stenohelops
- Stenomax Allard, 1876
- Xanthomus

Heterotarsini LeConte, 1862
- Heterotarsus

Leichenini Leng, 1920
- Leichenum

Melanimini
Opatrini Brullé, 1832
- Adavius
- Ammobius
- Anemia
- Clitobius
- Dilamus
- Falsocaedius
- Gonocephalum
- Hadrus
- Lobodera
- Melanesthes
- Melanimon Steven, 1829
- Mesomorphus
- Opatroides
- Opatrum
- Penthicus
- Platynosum
- Polycoelogastridium
- Prodilamus
- Psammestus
- Pseudoammobius
- Scleron
- Scleropatrum
- Sinorus

Palorini Matthews, 2003
- Astalbus
- Austropalorus
- Eutermicola
- Palorinus
- Palorus
- Platycotylus
- Prolabrus
- Pseudeba
- Ulomotypus

Pedinini Eschscholtz, 1829
- Pedinus Latreille, 1796

Platyscelidini Lacordaire, 1859
- Bioramix
- Oodescelis Motschulsky, 1845

Scaphidemini Reitter, 1922
- Basanus
- Scaphidema

Tenebrionini Latreille, 1802
- Bius Dejean, 1834
- Cryphaeus Klug 1833
- Encyalesthus
- Iphthiminus Spilman 1973
- Menephilus Mulsant 1854
- Neatus Le Conte, 1862
- Tenebrio Linnaeus, 1758
- Upis

Titaenini
- Artystona
- Callismilax
- Cerodolus
- Demtrius
- Leaus
- Partystona
- Pseudhelops
- Titaena

Toxicini

Triboliini Mulsant, 1854 (někdy zařazováni do Ulomini)
- Aesymnus
- Erelus Mulsant & Rey 1853
- Latheticus Waterhouse, 1880
- Lyphia
- Martianus Fairmaire, 1893
- Metulosonia
- Mycotrogus
- Palorus Mulsant, 1854
- Tharsus
- Tribolium Macleay, 1825
- Ulosonia

Ulomini Blanchard, 1845
- Gnathocerus
- Pelleas Bates 1872
- Uloma Dejean, 1821
- Ulomina Baudi 1876 (někdy zařazováni do Palorini)